# Atmospheric Infrared Sounder
L'Atmospheric Infrared Sounder (AIRS) è uno strumento del satellite Aqua del programma Earth Observing System lanciato nel maggio 2002. Lo strumento campiona 2378 canali della radiazione infrarossa terrestre e produce una mappa globale che mostra la concentrazione di gas nell'atmosfera, come il vapore acqueo, ozono, metano e anidride carbonica.